# Unterer Lauensberg
Der Untere Lauensberg ist ein ehemaliges Naturschutzgebiet in der niedersächsischen Stadt Alfeld (Leine) im Landkreis Hildesheim.
Das Naturschutzgebiet mit dem Kennzeichen NSG HA 096 war 9,3 Hektar groß. Es war nahezu vollständig Bestandteil des FFH-Gebietes „Sieben Berge, Vorberge“ und vom Landschaftsschutzgebiet „Sieben Berge und Vorberge“ umgeben. Das Gebiet stand seit dem 8. Mai 1986 unter Naturschutz. Zum 28. Dezember 2017 ging es im neu ausgewiesenen Naturschutzgebiet „Trockenlebensräume – Sieben Berge, Vorberge“ auf. Zuständige untere Naturschutzbehörde war der Landkreis Hildesheim.
Das ehemalige Naturschutzgebiet liegt nördlich des zu Alfeld gehörenden Ortsteils Eimsen und östlich des Ortsteils Wettensen am unteren Südwesthang des Lauensberges in den Sieben Bergen. Es stellt einen Bereich auf flachgründigem Kalkstein mit einem Wechsel aus Halbtrockenrasen und magerem Grünland mit Gebüschen und Saumgesellschaften unter Schutz. Im Nordwesten schließt sich ein Laubwald an, der früher als Niederwald bewirtschaftet wurde.